# コンフォート (AH-6)
コンフォート (USS Comfort, AH-6) は、アメリカ海軍の病院船。コンフォート級病院船のネームシップ。その名を持つ艦としては2隻目。

## 艦歴
コンフォートは海事委任契約（船体番号1021）の下カリフォルニア州ウィルミントンのコンソリデーテッド・スチール社で起工した。1943年3月18日にE・ハッチット中尉によって命名、進水し、同日海軍に移管された。その後カリフォルニア州サンペドロのベスレヘム・スチール社で病院船に転換、1944年5月5日に艦長H・F・ファルツ中佐の指揮下就役した。
コンフォートは第二次世界大戦を通じて海軍の乗組員と陸軍の看護要員によって運用された。1944年6月21日にサンペドロを出航し、オーストラリアのブリスベン、ニューギニアのホーランジアに向かう。ホーランジアを拠点としてコンフォートはフィリピンのレイテ島からの撤退を10月および11月に2度支援し、12月には患者達をサンペドロに搬送した。コンフォートはレイテ島経由でホーランジアに1945年2月6日に戻った。その後3月にスービック湾およびルソン島のリンガエン湾から負傷兵を運び、4月2日から9日までは沖縄近海で活動、負傷兵をグアムへ運んだ。4月23日に沖縄に戻り、6日後に日本軍の特攻機の攻撃を受ける。この攻撃で6名の看護婦を含む28名が死亡、48名が負傷し、相当の損害を受けた。グアムでの応急修理後ロサンゼルスに向かい、5月28日に到着した。
コンフォートは1945年9月5日にスービック湾に戻り、10月11日まで同湾でステーション任務に従事した。沖縄への航海の後、横浜とグアムを経由して帰国の途に就き、12月11日にサンペドロに到着した。その後マニラ、横浜、仁川、沖縄への巡航を1946年1月1日から3月4日までかけて行い、1946年4月19日にサンフランシスコで退役する。コンフォートは同日陸軍に移管された。
コンフォートは第二次世界大戦の戦功で2個の従軍星章を受章した。
コンフォートは『犯罪捜査官ネイビーファイル』第8シーズン14話「Each of Us Angels」で、太平洋戦争での硫黄島の戦いに参加したアメリカ海軍看護部隊について語られる中に登場する。